# Ctenonotellidae
De Ctenonotellidae zijn een familie van uitgestorven kreeftachtigen uit de klasse van de Ostracoda (mosselkreeftjes).

## Geslachten
- Cerninella Pribyl, 1966 †
- Ctenentoma Schmidt, 1941 †
- Harperopsis Pribyl, 1966 †
- Henningsmoenia Schallreuter, 1964 †
- Homeokiesowia Schallreuter, 1979 †
- Kiesowia Ulrich & Bassler, 1908 †
- Lennukella Jaanusson, 1957 †
- Piretopsis Henningsmoen, 1953 †
- Pseudokiesowia Melnikova, 1976 †
- Pseudorakverella Sarv, 1959 †
- Pseudostrepula Oepik, 1937 †
- Quadritia Schallreuter, 1966 †
- Rakverella Oepik, 1937 †
- Rigidella Oepik, 1937 †
- Semikiesowia Schallreuter, 1987 †
- Spinosteusloffina Copeland, 1989 †
- Steusloffia Ulrich & Bassler, 1908 †
- Steusloffina Teichert, 1937 †
- Tallinnella Oepik, 1937 †
- Tallinnellina Jaanusson, 1957 †
- Tetrada Neckaja, 1958 †
- Ullerella Henningsmoen, 1950 †
- Wehrlia Schallreuter, 1965 †